# 貝利 (明尼蘇達州)
貝利（英語：Bailey）是位於美國明尼蘇達州舍本縣比格萊克鎮區的一個非建制地區。此地得名自早期定居者奧蘭多·貝利（Orlando Bailey）。

## 地理
貝利所處的海拔為高於海平面282米（即925英呎），而該地所採用的時區為UTC-6，即北美中部時區（CST）。同時該地設有夏令時間，為UTC-6調快一小時，即UTC-5（CDT）。